# What's Going On (album de Marvin Gaye)
 (janvier 2022).
Pour les articles homonymes, voir What's Going On.
Albums de Marvin Gaye
That's The Way Love Is
(1970) Trouble Man
(1972)
What's Going On est le onzième album studio du chanteur de soul américain Marvin Gaye sorti en 1971 chez Tamla (Motown).
Il a marqué un tournant dans la musique soul et le rhythm and blues, à la fois par sa musique et par les paroles des chansons qui traitent de drogue, de pauvreté, d'écologie et de la guerre du Viêt Nam. Il est considéré comme un des plus grands albums de la musique populaire du XXe siècle.
What's Going On est un album concept dont la plupart des chansons se succèdent. Le récit établi par les chansons est raconté du point de vue d'un vétéran du Vietnam retournant dans son pays d'origine pour être témoin de la haine, de la souffrance et de l'injustice. Les paroles introspectives de Gaye explorent les thèmes de la toxicomanie, de la pauvreté et de la guerre du Vietnam. Il a également été crédité de promouvoir la sensibilisation aux problèmes écologiques avant que le tollé public à leur sujet ne devienne important.

## Présentation
Sur What's Going On, Marvin Gaye ne s'adresse pas seulement aux siens, mais délivre un sublime message d'amour universel que la photographie de la pochette – visage impassible mais néanmoins serein, sous la pluie – exprime à merveille. Cet album a été produit par Marvin Gaye lui-même. Le frère de Marvin, Frankie, revenait de trois ans de service militaire en 1970 alors qu'il composait l'album.

## Historique
Marvin Gaye est tombé dans une profonde dépression après la mort en 1970 de sa partenaire de chant Tammi Terrell. Il a refusé d’enregistrer et de faire des concerts, puis a essayé de faire une carrière dans le football américain avec les Lions de Détroit, mais ce fut un échec.
Il a alors été contacté par Al Cleveland et Renaldo « Obie » Benson (The Four Tops) qui travaillaient sur une chanson engagée, What's Going On. Gaye les a aidés à composer la chanson, et prévoyait de la produire pour le groupe The Originals de Tamla Motown. Cleveland et Benson l’ont persuadé d’enregistrer lui-même la chanson, ce qu’il fit en juin 1970 et ce fut un énorme succès (la face B du 45 tours What's Going On était sa propre composition, God is Love).
Initialement, le patron de Motown, Berry Gordy, refusa de distribuer le single, considérant que ce serait un échec commercial car il était trop engagé politiquement et la musique n’était pas dans les habitudes du public. Cependant, Marvin Gaye tint bon ; il voulait que le disque soit sa propre expression et non celle de Motown ou de Gordy. Ce dernier finit par céder, tout en pensant que ce serait un échec. What's Going On est finalement le simple de Motown qui s’est vendu le plus rapidement, devenant #1 dans les classements de rhythm and blues pendant cinq semaines et #2 dans les classements de Pop rock.
Après ce succès, Berry Gordy a demandé à Marvin Gaye d'enregistrer un album entier dans la même veine.
Lors de l’enregistrement de l’album, Marvin Gaye était à la fois compositeur, interprète et producteur.
What's Going On est un album très engagé et très personnel de Gaye, il reste remarquable par la combinaison qu’il fait de différents genres musicaux soul, jazz et classique. C’était le premier album de musique soul qui traitait de l’écologie, de la corruption en politique, des problèmes de drogue et de la guerre du Viêt Nam. Il a fait sensation à sa sortie et a été très bien reçu.

## Sortie de l’album et réactions
Le succès de l’album fut immédiat. Il est resté dans le classement des albums de musique Pop du Billboard pendant plus d’un an et demi. Deux millions d’albums avaient déjà été vendus avant la fin 1972.
Il a été distingué par de nombreux magazines ou journaux, et reconnu comme l'un des meilleurs albums de musique du XXe siècle.

## Titres de l’album
Toutes les chansons sont écrites et composées par Marvin Gaye.
| 1. | What's Going On                   | 4:00 |
| 2. | What's Happening Brother          | 2:57 |
| 3. | Flyin' High (In the Friendly Sky) | 3:40 |
| 4. | Save the Children                 | 4:06 |
| 5. | God Is Love                       | 1:44 |
| 6. | Mercy Mercy Me (The Ecology)      | 3:03 |

| 7. | Right On                                | 7:15 |
| 8. | Wholy Holy                              | 3:06 |
| 9. | Inner City Blues (Make Me Wanna Holler) | 5:30 |

## Réception
Selon le site Acclaimedmusic.net , l'album est 7e sur la liste des albums les plus salués de tous les temps par la critique.

## Musiciens
- Marvin Gaye – chant, chœurs, piano, claviers, batterie
- Earl Van Dyke – piano
- Joe Messina – guitare
- Robert White – guitare
- James Jamerson – basse
- Bob Babbitt – basse
- Eli Fountain – saxophone alto
- Wild Bill Moore – saxophone ténor
- Chet Forest – batterie
- The Andantes (Jackie Hicks, Marlene Barrow, and Louvain Demps) - chœurs
- Mel Farr and Lem Barney - chœurs
- Bobby Rogers - chœurs
- Elgie Stover - chœurs
- Kenneth Stover - chœurs
- Arrangements et direction de l'orchestre par David Van De Pitte

## Production
- Marvin Gaye - producteur
- Katherine Marking – design
- Alana Coghlan – design
- John Matousek – mastering
- Hendin – photographie
- Curtis McNair – direction artistique